# Querido maestro
Querido maestro és una sèrie de televisió produïda per Zeppelin. Va ser emesa per Telecinco entre 1997 i 1998. Està basada en la sèrie italiana Caro maestro emesa per Canale 5 entre 1995 i 1996.

## Argument
Mario Fuentes (Imanol Arias) és un jardiner que treballa a Madrid i que rep una invitació per treballar com a professor al col·legi del seu poble natal, San Juan de la Sierra (Zamora). Allí s'instal·la amb la seva germana Angelines (Carmen Balagué), la seva tia Rita (Amparo Soler Leal), el seu cunyat Carlos (Jesús Bonilla) i els seus nebots Bruno (Miguel Ángel Valcárcel) i Alicia (Noelia Mayo). Però, per si no fos prou, es retrobarà amb el seu amor de joventut, la directora del col·legi, Elena (Emma Suárez).
En la segona temporada, Ana Duato serà Lola, una veterinària que arriba al petit poble on Mario, el mestre (Imanol Arias), i Elena, la directora del col·legi (Emma Suárez), continuen intentant guardar les aparences sobre les seves relacions sentimentals. Elena marxa a Brussel·les i entre Lola i Mario sorgirà un romanç.

## Repartiment
El repartiment de la sèrie es completa amb els professors del col·legi, entre els quals destaca la jove Silvia (Leonor Watling), entre d'altres, i els amics del protagonista, Salva (Aitor Mazo) i Vicente (Joaquín Climent). Ana Duato (Lola), Toni Cantó (Víctor), Óscar Sánchez Zafra (Bernabé), Fernando Chinarro (Florentino), José María Sacristán (Fernando), Ruth Gabriel (Tere), Jeannine Mestre (Claudia), Ángeles Martín (Clara), Lara de Miguel (Carolina), Javier García Villaraco (Simón), Tania Henche (Julia) i el jove Juan José Ballesta (Roberto) en el seu primer paper com a actor, són uns altres dels actors de la sèrie.

### Actors secundaris
A més d'aquests, hi havia altres actors secundaris amb aparicions esporàdiques, com Mónica Cano, Isabel Gaudí, Janfri Talpera, Ángel Jodra, Paco Catalá, Jorge Munárriz, Sara Mora, Lola Cordón, Jorge Monje, Vicky Lagos, Ricardo Arroyo, Yohana Cobo, Ana Wagener i Jesús Alcaide.

## Equip tècnic
Dirigits per Julio Sánchez Valdés, amb música original de Jesús L. Alvaro i guions de Carlos Asorey, Eduardo Ladrón de Guevara i Ignacio del Moral, entre d'altres, els capítols es van rodar principalment en els municipis de Villaviciosa de Odón i Boadilla del Monte, i comptaven amb multitud d'exteriors.

## Capítols
La sèrie consta de 40 capítols emesos en tres temporades entre 1997 i 1998.

## Premis
Imanol Arias va rebre el Fotogramas de Plata 1997 al Millor actor de televisió.